# Arja Pessa
Arja Pessa (8 de febrero de 1943 – 4 de marzo de 2015) fue una actriz y coreógrafa finlandesa.
Su nombre completo era Arja Eeva-Liisa Pessa, y nació en Helsinki, Finlandia.
Casada y después divorciada del actor Jussi Jurkka, la actriz falleció en su ciudad natal en el año 2015 a causa de un cáncer.

## Filmografía (selección)
- 1965 : Lentävä lääkäri, 1-näytöksinen farssi
- 1965 : Valtatiellä
- 1965 : Ruukku
- 1966 : Aamiainen motellissa
- 1966 : Kulkurivalssi
- 1967 : Alaston kuningas
- 1967 : Madame de ...
- 1968 : Uhkapeli
- 1968 : Veren häät
- 1968 : Bernarda Alban talo
- 1968 : Lude
- 1969 : Katsokaa tuomaria
- 1971 : Kahdeksas veljes
- 1972 : Se tavallinen tarina
- 1973 : Metrokortti
- 1973 : Polkkapari
- 1975 : Kolme naista
- 1976 : Naistentanssit (TV)
- 1977 : Onni
- 1978 : Amerikan Antti (TV)
- 1979 : Rakas peto (serie TV)
- 1979 : Kaikkein tärkein (TV)
- 1981 : Kerran kesällä  (TV)
- 1982 : Aidankaatajat eli heidän jälkeensä vedenpaisumus
- 1984 : Jäinen horisontti (serie TV)
- 2002 : Aleksis Kiven elämä